# مخرز الثلج
مخرز الثلج أو مِعْوَل الثلج هو أداة تستخدم لتفتيت الجليد. قبل الثلاجات الحديثة، كان معول الثلج أداة منزلية في كل مكان تستخدم لفصل وتشكيل كتل الجليد المستخدمة في صناديق الثلج. انخفض دور الأداة كأداة منزلية بشكل ملاحظ خلال أواخر عشرينيات القرن العشرين وأوائل الثلاثينيات.

## الاستخدام كسلاح
نظرًا لتوافره وقدرته على ثقب الجلد بسهولة، فقد تم استخدام مخرز الثلج كسلاح في بعض الأحيان. والأكثر شهرة، أن جماعات الجريمة المنظمة في نيويورك المعروفة باسم Murder Incorporated قد استخدمت على نطاق واسع مخرز الثلج كسلاح خلال الثلاثينيات وأربعينيات القرن العشرين. استخدم القاتل آبي ريليس مخرز القلج كسلاحه المفضل، وعادة ما يطعن ضحاياه في الأذن.
وفقا لشرطة مدينة نيويورك، لا تزال تستخدم مخرز الثلج اليوم كأسلحة شوارع.
يقال أحيانًا أن الثوري الماركسي ليون تروتسكي قد قُتل خطأً باستخدام مخرز الثلج.